# Kardinal-von-Galen-Schule Meppen
Die Kardinal-von-Galen-Schule ist eine Oberschule in der emsländischen Kreisstadt Meppen. Derzeit besuchen etwa 500 Schüler die Schule, davon 48 % Mädchen. Die Schüler werden von knapp 50 Lehrkräften unterrichtet.
Die Schule ist an der Wichernstraße in der Neustadt von Meppen gelegen. Sie besitzt eine Aula sowie eine Turnhalle. Das Leitbild der Schule ist der deutsche Bischof und Kardinal Clemens August Graf von Galen.

## Geschichte
Die Schule wurde im Frühjahr 1961 in der Neustadt in Meppen erbaut. Am 5. Mai 1962 erfolgte dann das Richtfest, als Zeichen, dass das Gebäude fertig gebaut worden war. Noch im selben Jahr wurde der neunte Schuljahrgang mit Schülerinnen und Schülern aus Meppen-Neustadt, Bokeloh, Hemsen und Helte eingerichtet.
Am 17. Dezember 1962 wurde die Schule dann schließlich eingeweiht. Am 31. Januar 1963 wurde beschlossen, dass die Schule ihren Namen erhält. 1965 wurde festgelegt, dass die Schule fortan eine Grund- und Hauptschule sein soll. Ebenfalls wurde der Antrag auf die Selbstständigkeit der beiden Schulen, Overbergschule und Kardinal-von-Galen-Schule genehmigt.
Am 3. Dezember 1965 wurde die Schule eine öffentliche Volksschule für Schüler des katholischen Bekenntnisses. Von 1963 bis 1968 leitete dann Herr Krause die Schule. Im Jahr 1986 wurde die heutige Oberschule zudem um vier Klassenräume erweitert, die Schüler aus Bokeloh und Helte besuchen außerdem die Schule vom fünften Schuljahr an. Ab 1969 übernahm Konrektor Migura dann den Schulleiterposten und löste damit Rektor Krause ab. Die Förderstufe wurde 1971 eingerichtet. Von 1976 an wurde die Schule eine Gemeinschaftsschule. 2004 wurde dann die Sporthalle der Schule gebaut, welche am 20. Mai 2005 eingeweiht wurde. Am 13. August 2012 war es dann soweit: Die Schule wird Oberschule. Aktuelle Schulleiterin seit August 2013 ist Melanie Esser. Die letzte Erweiterung erfolgte 2017: Eine Musikklasse wird hinzugefügt.

## Leitbild
Der am 16. März 1878 geborene Clemens August Graf von Galen entstammt dem alten westfälischen Adelsgeschlecht von Galen. 1904 wurde von Galen Priester, 1933 zum Bischof geweiht und 1946 zum Kardinal ernannt. So ist er der Nachwelt auch als Kardinal von Galen (KvG) bekannt.
Heute werden die Person von Galen und sein Werk sehr unterschiedlich bewertet. Er war ein typischer national-konservativer Vertreter der Eliten des Kaiserreiches, der der Weimarer Verfassung ablehnend gegenüberstand. Besonders auch seine Äußerungen zu den beiden Weltkriegen sind sehr fragwürdig.
Auf der anderen Seite wird von Galen von einer breiten Öffentlichkeit als Gegner des NS-Regimes angesehen. Besonders durch drei Predigten, die er 1941 hielt, ist er über die Grenzen Deutschlands hinaus bekannt geworden. In diesen Predigten prangert er das von Hitler geführte Deutschland an, weil es die fundamentalen Menschenrechte verletzt, und er ruft zum Widerstand gegen die Ermordung von Kranken und Behinderten auf. Die NS Führung wagte nicht, ihn zu verhaften, da man einen Aufruhr im katholischen Münsterland befürchtete.
Nach von Galens Tod im Jahre 1946 wurden viele Plätze, Straßen und Schulen nach Kardinal von Galen benannt, da man ihn als mutigen Mann des Widerstandes ehren wollte.

## Abschlüsse
An der Kardinal-von-Galen-Schule können verschiedene Abschlüsse erworben werden:
- Hauptschulabschluss (nach Klasse 9)
- Sekundarabschluss I Hauptschule (nach Klasse 10)
- Sekundarabschluss I Realschule (nach Klasse 10)
- erweiterter Sekundarabschluss I Realschule (nach Klasse 10)

Die freiwillige 10. Klasse endet (bei mindestens ausreichenden Leistungen in allen Fächern) mit dem Hauptschul- oder bei besonders guten Leistungen mit dem Realschulabschluss, bzw. mit dem erweiterten Realschulabschluss.